# Pepsi Twist
Пепсі Твіст (англ. Pepsi Twist) — це кола зі смаком лимона, продається компанією PepsiCo як альтернатива звичайному Pepsi.

## Історія
Перше втілення з Pepsi Light було ароматом кола та лимона на 50% менше калорій. У 1970-х і 1980-х роках у Сполучених Штатах її замінили дієтичною колою зі смаком лимона під такою ж назвою під назвою Pepsi Light. який був доданий лимонним-смаком через необхідність протидіяти присмаку штучного підсолоджувача сахарин. Коли аспартам став доступнішим, лимонний аромат було видалено з нещодавно перейменованого Diet Pepsi.
Pepsi Twist був представлений в Сполучені Штати на 12 липня 2000 року та знову на 12 червня 2001 року, до припинення його виробництва влітку з 2006 року.

### Міжнародна доступність
В Україні, Pepsi Twist був випущений у 2003 році. У 2012 році, він був повторно введений під «Pepsi +1» логотип і «Pepsi-Twist» торгова назва.